# Weird Woman
Weird Woman – amerykański film grozy z 1944 roku. Film jest adaptacją słuchowiska radiowego, zrealizowanego według powieści Fritza Leibera pt. „Mąż czarownicy”. 

## Opis fabuły
Pewien profesor, podczas podróży po morzach południowych poznaje piękną i egzotyczną kobietę. Szybko zakochuje się w niej bez pamięci, nie przejmując się tym, że tubylcy uważają ją za niebezpieczną wiedźmę. 

## Obsada
- Lon Chaney Jr. – profesor Norman Reed
- Anne Gwynne – Paula Clayton Reed
- Evelyn Ankers – Ilona Carr
- Ralph Morgan – Millard Sawtelle
- Elisabeth Risdon – Dean Grace Gunnison
- Lois Collier – Margret Mercer
- Harry Hayden – Dean Septimus Carr
- Elizabeth Russell – Evelyn Sawtelle
- Phil Brown – David Jennings